# Taragi
Taragi (jap. 多良木町 Taragi-machi) – miasto w Japonii, na wyspie Kiusiu, w prefekturze Kumamoto. Według danych na rok 2020 miejscowość zamieszkiwało 9 076 mieszkańców , a gęstość zaludnienia wyniosła 54,7 os./km².